# يانس ويميير
يانس ويميير (بالألمانية: Jens Wemmer)‏ (31 أكتوبر 1985 بآوريش في ألمانيا - ) هو لاعب كرة قدم ألماني في مركز الوسط. لعب مع بادربورن 07 وباناثينايكوس ونادي فولفسبورغ.

## روابط خارجية
- يانس ويميير على موقع قاعدة بيانات كرة القدم.إي يو (الإنجليزية)
- يانس ويميير على موقع بيانات كرة القدم. دي إي (الألمانية)
- يانس ويميير على موقع Soccerway.com (الإنجليزية)
- يانس ويميير على موقع عالم كرة القدم.نت (الإنجليزية)
- يانس ويميير على موقع AS.com (الإسبانية)